# Nikopol
Nikopol (grčki: Νικόπολις, grad pobjede) ili Actia Nicopolis je bio grad u Antičkoj Grčkoj, u Epiru. Osnovao ga je 31. pr. Kr. Oktavijan u sjećanje na njegovu pobjedu nad Markom Antonijem i Kleopatrom. Kasnije je postao glavni grad provincije Epirus Vetus.
Kolonija, sastavljena od naseljenika iz mnogih gradova iz susjednih zemalja (Ambracia, Anaktorio, Calydon, Leukas itd.), se pokazala vrlo uspješnom, a grad se smatrao glavnim gradom južnog Epira i Acarnanije. Nikopol je imao oko 30.000 stanovnika.